# Capela de Nossa Senhora de Fátima (Fão)
A Capela de Nossa Senhora de Fátima, construída a meados do século XVIII, é um pequeno templo, outrora de invocação de Nossa Senhora da Lapa, de inspiração barroca que pertenceu à Casa dos Carneiros. 
Os motivos barrocos estão bem patentes nas molduras que ornam a porta de entrada e a rosácea que ilumina o interior. Culmina em frontão contra-curvado com dois pináculos laterais a flanquear uma cruz trilobada em pedra. Presentemente tem a parede exterior revestida a azulejo de cariz vegetalista, em tom de azul e branco.
No interior sobressai um altar em talha dourada de técnica barroca. No chão há a sepultura da proprietária da vizinha casa brasonada e que tem, para além do escudo, a seguinte legenda:
S. DE BONIFACIA SOVSA PP.ra DE MOURA CARNEIRO E SEVS HERDEIROS IN PERPETVM 1759